# Симфитогнатные пауки
Симфитогнатные пауки (лат. Symphytognathidae) — маленькое семейство аранеоморфных пауков, насчитывающее 44 вида в 6 родах.

## Распространение
Представителей можно встретить в тропиках Центральной и Южной Америки, в Австралийском регионе (включая Океанию), ещё три вида (Anapistula benoiti, Anapistula caecula и Symphytognatha) встречаются на африканском континенте и один вид — Anapistula ishikawai, встречается в Японии. Anapistula jerai встречается в Юго-Восточной Азии.

## Описание
К семейству относится самый маленький вид пауков в природе — Patu digua, в длину достигающий всего 0,37 мм.

## Классификация
- Anapistula Gertsch, 1941 — Центральная и Южная Америка, Африка, Азия, Австралия
- Anapogonia Simon, 1905 — о. Ява
- Curimagua Forster & Platnick, 1977 — Панама, Венесуэла
- Globignatha Balogh & Loksa, 1968 — Белиз, Бразилия
- Patu Marples, 1951 — Колумбия, Океания
- Symphytognatha Hickman, 1931 — от Мексики до Бразилии, Африка, Австралия, Новая Каледония